# John Best (calciatore)
John Best (Liverpool, 11 luglio 1940 – Irlanda, 5 ottobre 2014) è stato un calciatore, allenatore di calcio e dirigente sportivo inglese naturalizzato statunitense.

## Carriera

### Calciatore

#### Club
Best militò nella squadra riserve del Liverpool nella stagione 1959-1960. Nell'agosto 1960 lasciò i Reds e successivamente si accasò al Tranmere e poi allo Stockport County.
Nel 1962 si trasferisce ai Philadelphia Ukrainians, società statunitense.
Nel 1967 passa ai Philadelphia Spartans, società militante in NPSL I. Con gli Spartans ottiene il secondo posto della Estern Division, non riuscendo così a classificarsi per la finale del campionato.
Nella stagione 1968 passa ai Cleveland Stokers. Con gli Stokers, giungerà a disputare le semifinali per l'assegnazione del titolo, da cui sarà estromesso dai futuri campioni dell'Atlanta Chiefs.
Nella stagione 1969 si trasferì ai Dallas Tornado, società in cui militerà sino al 1973, anno del suo ritiro dal calcio giocato.
Con il Dallas Tornado vinse la North American Soccer League 1971, oltre che a raggiungere la finale nella stagione 1973 e la semifinale del torneo nel 1972.
Nelle vittoriose finali del 1971 Best giocò per i Tornado due delle tre sfide contro i georgiani dell'Atlanta Chiefs, mancando solo nella gara di ritorno del 15 settembre. Giocò anche nella finale del torneo 1973, persa per due a zero contro i Philadelphia Atoms, nel quale siglò una autorete. Con i Tornado nel 1971 vinse anche il primo campionato indoor della NASL.
Fu inserito cinque volte (nelle stagioni 1969, 1970, 1971, 1972 e 1973) nelle NASL All-Star teams.

#### Nazionale
Naturalizzato statunitense, il 17 marzo 1973 Best indossa la maglia degli USA nella sconfitta per 4-0 contro Bermuda.

### Allenatore
Nella stagione 1969 fu assistente allenatore di Ron Newman presso i Dallas Tornado, pur facendo parte della rosa come giocatore.
Nella stagione 1974 diviene il primo allenatore del Seattle Sounders. Nella sua stagione d'esordio sulla panchina dei Sounders ottiene il terzo posto della Western Division. In quella seguente ottiene l'accesso alle eliminatorie per l'assegnazione del titolo, venendo estromesso ai quarti di finale dal Portland Timbers.
Anche nella sua ultima stagione alla guida dei Sounders raggiungerà i quarti di finale, questa volta eliminato dai Minnesota Kicks.

### Dirigente sportivo
Terminata l'esperienza sulla panchina del Seattle Sounders, Best diviene il general manager del Vancouver Whitecaps.
Avendo fondato il Tacoma Indoor Soccer Inc., nel 2005 Best fu insignito dell'onore di entrare nella "Tacoma-Pierce County Sports Hall of Fame" di Tacoma.

## Statistiche

### Cronologia presenze e reti in nazionale
| Cronologia completa delle presenze e delle reti in nazionale ― Stati Uniti | Cronologia completa delle presenze e delle reti in nazionale ― Stati Uniti | Cronologia completa delle presenze e delle reti in nazionale ― Stati Uniti | Cronologia completa delle presenze e delle reti in nazionale ― Stati Uniti | Cronologia completa delle presenze e delle reti in nazionale ― Stati Uniti | Cronologia completa delle presenze e delle reti in nazionale ― Stati Uniti | Cronologia completa delle presenze e delle reti in nazionale ― Stati Uniti | Cronologia completa delle presenze e delle reti in nazionale ― Stati Uniti |
| Data                                                                       | Città                                                                      | In casa                                                                    | Risultato                                                                  | Ospiti                                                                     | Competizione                                                               | Reti                                                                       | Note                                                                       |
| -------------------------------------------------------------------------- | -------------------------------------------------------------------------- | -------------------------------------------------------------------------- | -------------------------------------------------------------------------- | -------------------------------------------------------------------------- | -------------------------------------------------------------------------- | -------------------------------------------------------------------------- | -------------------------------------------------------------------------- |
| 17-3-1973                                                                  | Hamilton                                                                   | Bermuda                                                                    | 4 – 0                                                                      | Stati Uniti                                                                | Amichevole                                                                 | -                                                                          |                                                                            |
| Totale                                                                     |                                                                            | Presenze                                                                   | 1                                                                          |                                                                            | Reti                                                                       | 0                                                                          |                                                                            |

## Palmarès

### Calcio
- Campionato NASL: 1

Dallas Tornado: 1971

### Indoor soccer
- NASL Indoor: 1

Dallas Tornado: 1971.